# Bailey Anne Kennedy
Bailey Anne Kennedy (Camboya) es una ganadora de un concurso de belleza camboyana-estadounidense. Ganó el título de Miss Maryland USA en 2024, convirtiéndose en la primera mujer transgénero y la primera asiáticoamericana en ganar el certamen de belleza.

## Primeros años
Kennedy nació en Camboya y emigró a Estados Unidos cuando tenía once años.

## Carrera
En 2024, Kennedy participó en su primer concurso y ganó el título de Miss Williamsport. Se convirtió en la primera mujer transgénero y la primera mujer asiáticoamericana en ganar Miss Maryland USA cuando fue coronada en junio de 2024. Representará a Maryland el 4 de agosto de 2024 en el certamen Miss USA 2024 en Los Ángeles como la segunda delegada transgénero de mayor edad, después de Kataluna Enríquez de Nevada.

## Vida personal
Kennedy está casada con Casey Gup, un oficial del Cuerpo de Marines de los Estados Unidos.